# Bulbul à oreillons blancs
Pycnonotus leucotis
Espèce
Statut de conservation UICN

 LC  : Préoccupation mineure
Le Bulbul à oreillons blancs (Pycnonotus leucotis) est une espèce de passereau de la famille des Pycnonotidae.

## Répartition

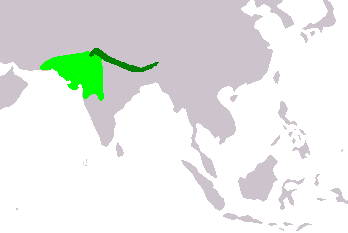
Répartition en Asie du Sud-Est de:
P. leucotis (vert clair)
P. leucogenys (vert foncé)

On le trouve au centre et au sud de l'Irak, au sud de l'Iran, au Qatar, en Afghanistan, au  Pakistan, au nord-ouest de l'Inde, dans certaines régions du Maharashtra, Madhya Pradesh, et on peut également le considérer comme présent aux Émirats arabes unis.

## Systématique et description
L'espèce  était autrefois considérée comme conspécifique de Pycnonotus leucogenys.
Cette espèce est très semblable en apparence au Bulbul à joues blanches Pycnonotus leucogenys mais il est plus petit, n'a pas de huppe et ses taches blanches sur les joues sont plus grandes. Il a un anneau pâle autour de l'œil. Le croupion est jaune orange. Les sexes sont semblables.

## Habitat, alimentation et comportement
On le trouve dans les zones de broussailles et les jardins. Il vit également dans les mangroves à se gaver de fruits de Meswak (Salvadora persica). On le voit généralement en couples ou en petits groupes. Il se nourrit de fruits et d'insectes et se reproduit en mars-juin.